# Ostak
Ostak (svinjak, lat. Sonchus) je rod jednogodišnjeg raslinja, trajnica i grmova iz porodice Compositae. Oko 100 vrsta rašireno je po Starom svijetu (Euroazija i Afrika) i Australiji, dok su na područje Amerike neke vrste naknadno uvezene.
U Hrvatskoj raste nekoliko vrsta: poljski ostak, oštri ostak, primorski ostak, zeljasti ostak, močvarni ostak i nježni ostak.

## Vrste
1. Sonchus acaulis Dum.Cours.
2. Sonchus aemulus Merino
3. Sonchus afromontanus R.E.Fr.
4. Sonchus araraticus Nazarova & Barsegyan
5. Sonchus arboreus DC.
6. Sonchus arvensis L., poljski ostak, livadni ostak
7. Sonchus asper (L.) Hill, oštri ostak
8. Sonchus × beltraniae U.Reifenb. & A.Reifenb.
9. Sonchus berteroanus (Decne.) S.C.Kim & Mejías
10. Sonchus bipontini Asch.
11. Sonchus bornmuelleri Pit.
12. Sonchus bourgeaui Sch.Bip.
13. Sonchus brachylobus Webb & Berthel.
14. Sonchus brachyotus DC.
15. Sonchus brassicifolius S.C.Kim & Mejías
16. Sonchus briquetianus Gand.
17. Sonchus bupleuroides (Font Quer) N.Kilian & Greuter
18. Sonchus camporum (R.E.Fr.) Boulos ex C.Jeffrey
19. Sonchus canariensis (Sch.Bip.) Boulos
20. Sonchus capillaris Svent.
21. Sonchus cavanillesii Caball.
22. Sonchus congestus Willd.
23. Sonchus crassifolius Pourr. ex Willd.
24. Sonchus daltonii Webb
25. Sonchus dregeanus DC.
26. Sonchus erzincanicus V.A.Matthews
27. Sonchus esperanzae N.Kilian & Greuter
28. Sonchus fauces-orci Knocke
29. Sonchus fragilis Ball
30. Sonchus friesii Boulos
31. Sonchus fruticosus L.f.
32. Sonchus gandogeri Pit.
33. Sonchus gigas Boulos ex Humbert
34. Sonchus glaucescens Jord.
35. Sonchus gomeraensis Boulos
36. Sonchus grandifolius Kirk
37. Sonchus gummifer Link
38. Sonchus heterophyllus (Boulos) U.Reifenb. & A.Reifenb.
39. Sonchus hierrensis (Pit.) Boulos
40. Sonchus hotha C.B.Clarke
41. Sonchus hydrophilus Boulos
42. Sonchus integrifolius Harv.
43. Sonchus jacottetianus Thell.
44. Sonchus jainii Chandrab., V.Chandras. & N.C.Nair
45. Sonchus × jaquiniocephalus Svent.
46. Sonchus kirkii Hamlin
47. Sonchus laceratus (Phil.) S.C.Kim & Mejías
48. Sonchus latifolius (Lowe) R.Jardim & M.Seq.
49. Sonchus leptocephalus Cass.
50. Sonchus lidii Boulos
51. Sonchus lobatiflorus S.C.Kim & Mejías
52. Sonchus luxurians (R.E.Fr.) C.Jeffrey
53. Sonchus macrocarpus Boulos & C.Jeffrey
54. Sonchus maculigerus H.Lindb.
55. Sonchus malayanus Miq.
56. Sonchus marginatus (Bertero ex Decne.) S.C.Kim & Mejías
57. Sonchus maritimus L., primorski ostak
58. Sonchus masguindalii Pau & Font Quer
59. Sonchus mauritanicus Boiss. & Reut.
60. Sonchus × maynari Svent.
61. Sonchus megalocarpus (Hook.f.) J.M.Black
62. Sonchus melanolepis Fresen.
63. Sonchus micranthus (Bertero ex Decne.) S.C.Kim & Mejías
64. Sonchus microcarpus (Boulos) U.Reifenb. & A.Reifenb.
65. Sonchus microcephalus Mejías
66. Sonchus nanus Sond. ex Harv.
67. Sonchus neriifolius (Decne.) S.C.Kim & Mejías
68. Sonchus novae-zelandiae (Hook.f.) B.D.Jacks.
69. Sonchus × novocastellanus Cirujano
70. Sonchus obtusilobus R.E.Fr.
71. Sonchus oleraceus L.,  zeljasti ostak
72. Sonchus ortunoi Svent.
73. Sonchus palmensis (Sch.Bip.) Boulos
74. Sonchus palustris L., močvarni ostak
75. Sonchus parathalassius J.G.Costa ex R.Jardim & M.Seq.
76. Sonchus pendulus (Sch.Bip.) Sennikov
77. Sonchus phoeniciformis S.C.Kim & Mejías
78. Sonchus pinnatifidus Cav.
79. Sonchus pinnatus Aiton
80. Sonchus pitardii Boulos
81. Sonchus platylepis Webb & Berthel.
82. Sonchus pruinatus (Johow) S.C.Kim & Mejías
83. Sonchus pustulatus Willk.
84. Sonchus radicatus Aiton
85. Sonchus regis-jubae Pit.
86. Sonchus regius (Skottsb.) S.C.Kim & Mejías
87. Sonchus × rokosensis Sutorý
88. Sonchus saudensis Boulos
89. Sonchus schweinfurthii Oliv. & Hiern
90. Sonchus sinuatus S.C.Kim & Mejías
91. Sonchus sosnowskyi Schchian
92. Sonchus splendens S.C.Kim & Mejías
93. Sonchus stenophyllus R.E.Fr.
94. Sonchus suberosus Zohary & P.H.Davis
95. Sonchus sventenii U.Reifenb. & A.Reifenb.
96. Sonchus tectifolius Svent.
97. Sonchus tenerrimus L.,  nježni ostak
98. Sonchus transcaspicus Nevski
99. Sonchus tuberifer Svent.
100. Sonchus ustulatus Lowe
101. Sonchus webbii Sch.Bip.
102. Sonchus wightianus DC.
103. Sonchus wildpretii U.Reifenb. & A.Reifenb.
104. Sonchus wilmsii R.E.Fr.

## Sinonimi
- Actites Lander